# ガブリエウ・ピレス・ジ・オリヴェイラ
ガブリエウ・ピレス（Gabriel Pires）ことガブリエウ・ピレス・ジ・オリヴェイラ（ポルトガル語: Gabriel Pires de Oliveira、1999年5月22日 - ）は、ブラジルのサッカー選手。ポジションはMF。
日本での登録名はガブリエル・ピレス。

## クラブ歴
クリチバ生まれ。2016年11月25日にカンピオナート・ブラジレイロ・セリエB最終節で初出場を記録し選手となった。2019年にアトレチコ・ミネイロに期限付き移籍したが、Bチームに割り当てられ、トップチームでの出場は無かった。2022年にカンピオナート・カタリネンセのバーハ-SCに期限付き移籍した。
同年4月4日に日本フットボールリーグのFC大阪への加入が発表された。